# Stewart SF02
El Stewart SF02 fue el coche con el que el equipo Stewart de Fórmula 1 solía competir en la temporada 1998 de Fórmula 1. Fue conducido por Rubens Barrichello y Jan Magnussen a principios de 1998, ambos en su segunda temporada con el equipo. Magnussen fue eliminado después del Gran Premio de Canadá de 1998, a pesar de anotar su primer punto en el evento, y reemplazado por el resto de la temporada por Jos Verstappen.
El equipo Stewart había entrado en la F1 en 1997 con cierto éxito, pero logró poco o ningún progreso en 1998. Esto se debió en gran medida a las presiones sobre un nuevo equipo; tener que correr una temporada completa de F1 por primera vez, mientras se prepara para el próximo año. El coche llegó tarde en producción y, por lo tanto, no se probó lo suficiente como para convertirse en un verdadero contendiente de vanguardia. También persistían los problemas de fiabilidad, aunque no tan graves como en 1997.
El equipo finalmente terminó octavo en el Campeonato de Constructores, con cinco puntos.

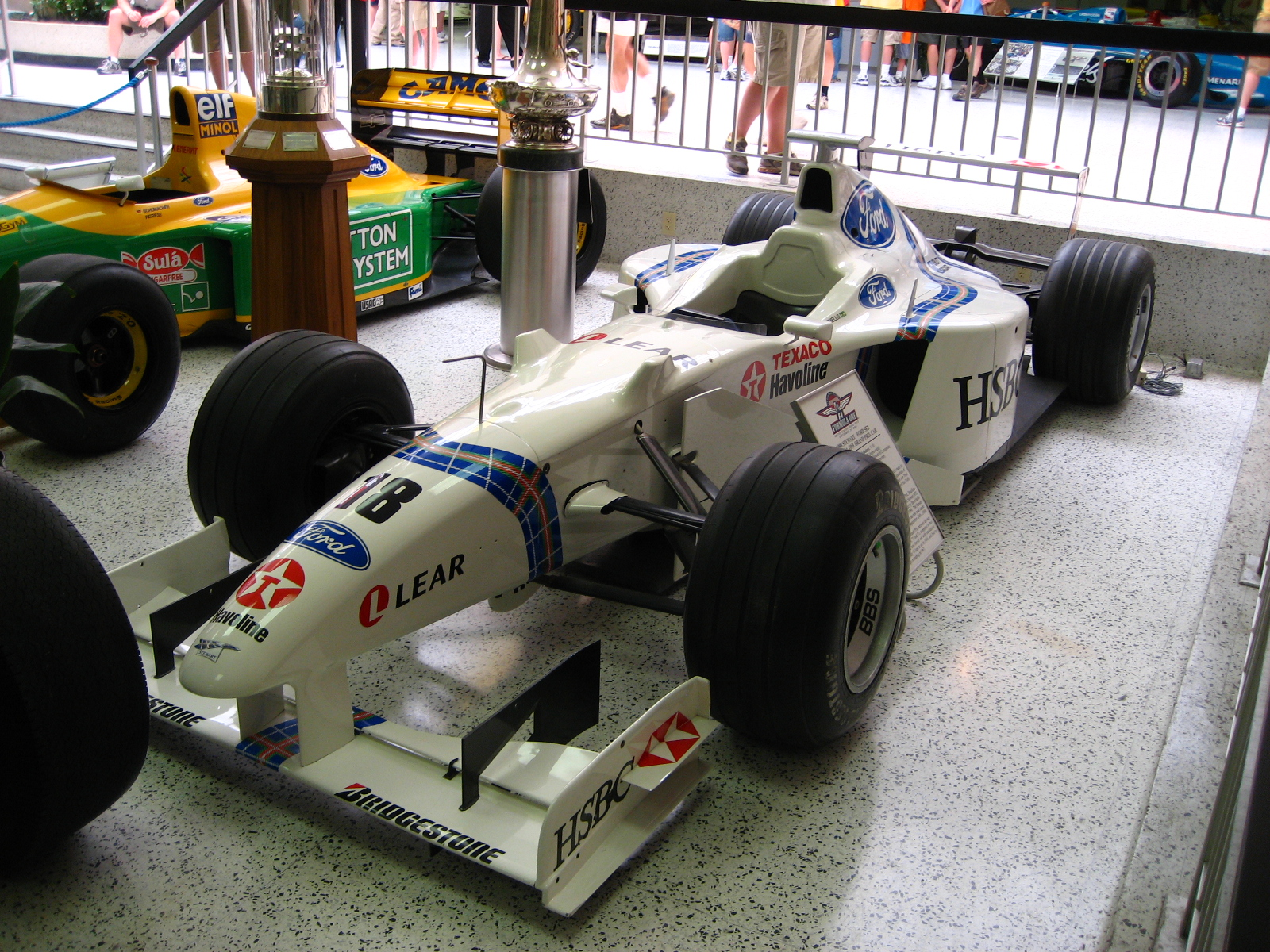
El SF02 de Rubens Barrichello en exhibición en el Museo del Salón de la Fama del Indianapolis Motor Speedway.

## Resultados
(Clave) (negrita indica pole position) (cursiva indica vuelta rápida)

| Año     | Motor    | Neu. | N.º | Pilotos            | 1   | 2   | 3   | 4   | 5   | 6   | 7   | 8   | 9   | 10  | 11  | 12  | 13  | 14  | 15  | 16  | Puntos | Pos. |
| ------- | -------- | ---- | --- | ------------------ | --- | --- | --- | --- | --- | --- | --- | --- | --- | --- | --- | --- | --- | --- | --- | --- | ------ | ---- |
| 1998    | Ford V10 | B    |     |                    | AUS | BRA | ARG | SMR | ESP | MON | CAN | FRA | GBR | AUT | GER | HUN | BEL | ITA | LUX | JPN | 38     | 3º   |
| 1998    | Ford V10 | B    | 18  | Rubens Barrichello | Ret | Ret | 10  | Ret | 5   | Ret | 5   | 10  | Ret | Ret | Ret | Ret | Ret | 10  | 11  | Ret | 38     | 3º   |
| 1998    | Ford V10 | B    | 19  | Jan Magnussen      | Ret | 10  | Ret | Ret | 12  | Ret | 6   |     |     |     |     |     |     |     |     |     | 38     | 3º   |
| 1998    | Ford V10 | B    | 19  | Jos Verstappen     |     |     |     |     |     |     |     | 12  | Ret | Ret | Ret | 13  | Ret | Ret | 13  | Ret | 38     | 3º   |
| Fuente: |          |      |     |                    |     |     |     |     |     |     |     |     |     |     |     |     |     |     |     |     |        |      |